# Културна баштина
Културна баштина, културно наслеђе или културно добро, подразумева добра која су наслеђена од претходних генерација или која настају у садашњости, а имају специфичну вредност за људе и треба да буду сачувана за будуће генерације. Ова добра најчешће су под режимом заштите, имају симболички значај у свести људи, а са економске стране представљају туристички потенцијал. Културна баштина утиче на идентитет одређеног насеља, региона или државе, а када су у питању објекти Светске баштине они имају посебну вредност за целокупно човечанство.

## Подела културне баштине
Културна баштина се дели на материјалну и нематеријалну.
- У материјалну културну баштину спадају:
  - изузетне грађевине (сакралне или световне)
  - споменици
  - материјална уметничка дела
- У нематеријалну културну баштину спадају:
  - усмене традиције и изрази, језик
  - знања и вештине који се тичу природе и свемира
  - друштвене праксе, ритуали и свечани догађаји
  - извођачке уметности
  - традиционални занати

Културна баштина се такође дели на непокретна и покретна добра. 
- Непокретна културна добра су 
  - споменици културе
  - просторне културно-историјске целине
  - археолошка налазишта и
  - знаменита места
- Покретна културна добра су 
  - уметничко-историјска дела
  - архивска грађа
  - филмска грађа и
  - старе и ретке књиге

## Надлежне институције
Институција која је надлежна за заштиту непокретне културне баштине у Србији је Републички завод за заштиту споменика културе са седиштем у Београду и са подручним заводима у Новом Саду, Суботици, Зрењанину, Панчеву, Сремској Митровици, Косовској Митровици, Нишу, Крагујевцу, Ваљеву, Краљеву и Смедереву.
На листи Светске баштине под окриљем Унеско-а налази се (2010. године) 731 локалитет културне баштине. Циљ програма је да попише, именује и чува места од изузетног интереса на основу постављених критеријума. Места која су на листи Светске баштине могу користити средства из Фонда светске баштине под одређеним условима. У Србији постоје четири локалитета на листи Светске баштине: Стари Рас и Сопоћани (од 1979. године), Студеница (од 1987. године), косовски манастири (Високи Дечани од 2004. године, Грачаница, Пећка патријаршија и Богородица Љевишка од 2006. године) и Ромулијана (од 2007. године). Од 2010. године на прелиминарној листи за упис на листу Светске баштине по критеријумима културних вредности у Србији су Царичин град, манастир Манасија, тврђава у Бачу, Неготинске пивнице и тврђава у Смедереву, а од 2011. године и стећци на локалитету Мраморје у Перућцу код Бајине Баште. Међународне организације као што је Унеско, када је у питању култура, сарађују са националним институцијама у државама чланицама.